# B13 (sittvagn)
B13 var en svensk personvagn (sittvagn) av 1960-talstyp med 2:a klass byggda av AB Svenska Järnvägsverkstäderna (ASJ) mellan åren 1961 och 1964. B13 var ursprungligen av modell AB3, d.v.s. kombinerad första- och andraklassvagn, men under 1990-talet minskade behovet av förstaklassvagnar vilket ledde till att SJ helt enkelt ommärkte 13 AB3 till rena andraklassvagnar. Det gjordes dock inga förändringar invändigt och flertalet ommärktes åter till AB3 under början av 2000-talet. De sista kvarvarande slopades 2004.